# Divini cultus sanctitatem
Divini cultus sanctitatem foi uma Constituição Apostólica publicada pelo Papa Pio XI, datada de 20 de dezembro de 1928 e destinada a restaurar a prática e o ensino do canto gregoriano. Lançada na comemoração dos 25 anos do Motu Proprio Inter pastoralis officii sollicitudines (Tra le sollecitudini) e à memória de Guido de Arezzo, a Divini cultus sanctitatem determinou maior participação ativa dos fieis no culto e no canto gregoriano, "no que ao povo tocar", aspecto que foi reafirmado na Encíclicas Mediator Dei (1947) e Musicæ sacræ disciplina (1955), ambas de Pio XII.

## Documentos da Igreja Católica sobre música sacra

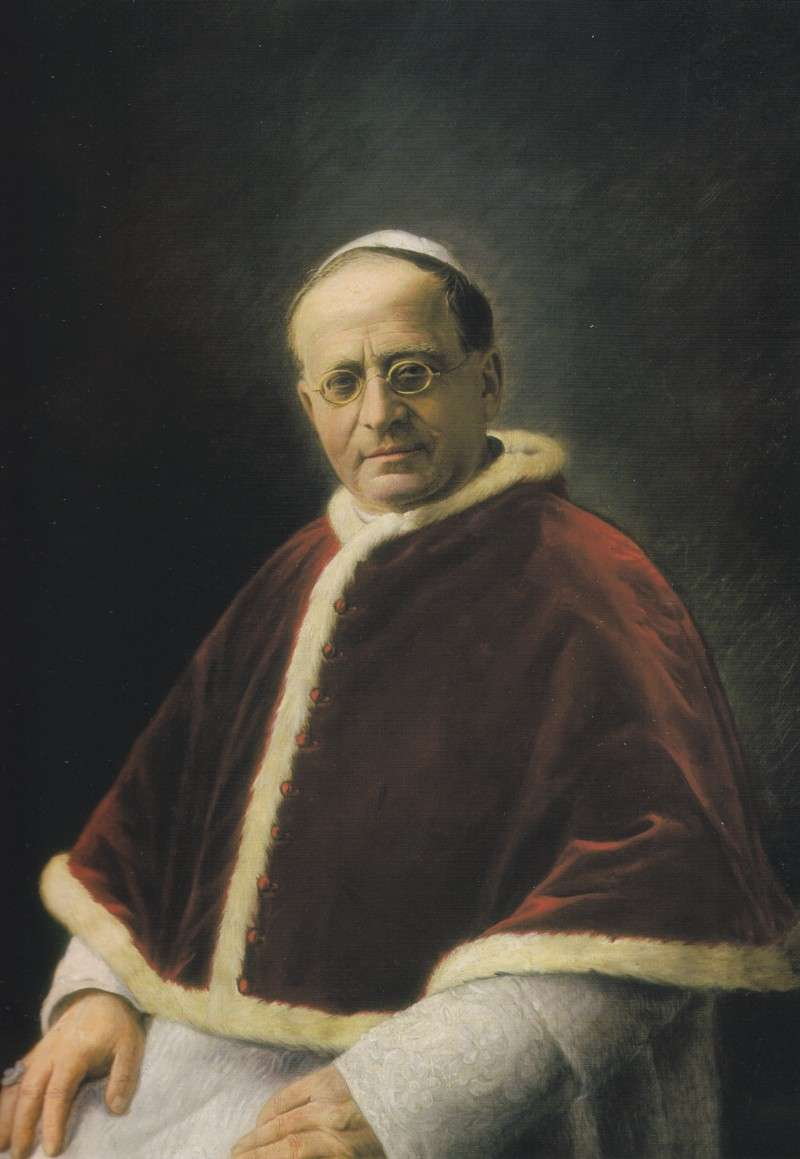
Papa Pio XI, autor da Constituição Apostólica Divini Cultus sanctitatem.

A Igreja Católica, desde a Idade Média, emitiu determinações sobre a música sacra, na forma de bulas, encíclicas (epístolas encíclicas ou cartas encíclicas), constituições, decretos, instruções, motu proprio, ordenações, éditos e outras. A maior parte dessas decisões foi local ou pontual, e apenas algumas tiveram caráter geral, dentre as quais, segundo Paulo Castagna, estão os doze conjuntos de determinações mais impactantes na prática musical, do século XIV ao século XX, excetuando-se destas as inúmeras instruções cerimoniais (ou rubricas) dos livros litúrgicos:
1. A Bula Docta Sanctorum Patrum de João XXII (1325)
2. O Decreto do que se deve observar e evitar na celebração da Missa de 17 de setembro de 1562, da Seção XXII do Concílio de Trento
3. O Cæremoniale Episcoporum (Cerimonial dos Bispos), publicado por Clemente VIII em 1600, reformado por Bento XIV em 1752 e por Leão XIII 1886.
4. Os Decretos da Sagrada Congregação dos Ritos (1602-1909)
5. A Constituição Piæ sollicitudinis studio, de Alexandre VII (23 de abril de 1657)
6. A Carta Encíclica Annus qui hunc, do papa Bento XIV (19 de fevereiro de 1749)
7. A Ordinatio quoad sacram musicen, da Sagrada Congregação dos Ritos (25 de setembro de 1884)
8. O Decreto Quod sanctus Augustinus de Leão XIII (7 de julho de 1894), ratificado pela Sagrada Congregação dos Ritos como decreto n.3830
9. O Motu Proprio Inter pastoralis officii sollicitudines (Tra le sollecitudini) de Pio X (22 de novembro de 1903)
10. A Carta Encíclica Musicæ sacræ disciplina sobre a música sacra, do papa Pio XII (25 de dezembro de 1955)
11. A Instrução De musica sacra et sacra liturgia sobre música sacra e liturgia, do papa Leão XXIII, 3 de setembro de 1958
12. O Decreto Sacrosanctum Concilium sobre música sacra do Concílio Vaticano II (4 de dezembro de 1963)
A Constituição Apostólica Divini cultus sanctitatem, ainda que tenha sistematizado as determinações de Pio X para a restauração do canto gregoriano no Motu Proprio Inter pastoralis officii sollicitudines (Tra le sollecitudini), foi importante como um dos documentos que possibilitaram a continuidade da prática musical restaurista na Igreja Católica até o final da década de 1950.

## Conteúdo da Constituição ApostólicaDivini cultus sanctitatem
- [Introdução]. O dogma, a liturgia e a arte

1. Autoridade da Igreja sobre assuntos litúrgicos.
2. A Liturgia e a sua união com o dogma e a vida.
3. Participação do povo na Liturgia e no Canto, antigamente.
4. A Igreja fomentou sempre a vida litúrgica.

- O Motu Proprio de Pio X e o Centenário de Guido de Arezzo

1. Pio X impulsionou há 25 anos o movimento litúrgico.
2. A música sacra e o canto, coadjuvantes na renovação litúrgica.
3. As normas de PIO X
4. Motivo da Constituição: O Motu Proprio e o Centenário de Arezzo
5. Anúncio de novas normas.

- Parte dispositiva

I. Cultura musical nos Seminários. Determina que todo seminarista " seja instruído no canto gregoriano e na música sacra desde os primeiros anos da sua juventude".
II. Teoria e prácticas frequentes. Determina que, "nos Seminários como nos demais institutos de educação eclesiástica, haja uma breve mas frequente e quase diária lição ou execução do canto gregoriano e da música sacra" para a recuperação do "antigo esplendor e dignidade o ofício do coro".
- O ofício coral

III. Determina a restauração do ofício do coro (chorale officium) em Basílicas, Catedrais, Colegiatas e Conventos e o preciso canto da salmodia. 
IV. Pessoa responsável pela Liturgia e pelo canto. Determina que "haja em todos os coros, tanto de canónicos como de religiosos, uma pessoa competente que vele pela observância das regras litúrgicas e do canto coral, e corrija na práctica os defeitos de todo o coro e de cada um dos seus componentes".
Insistência no canto gregoriano autêntico. 
- Capellae Musicorum e Scholae Puerorum Cantorum. Determina que "todos quantos estejam obrigados ao ofício coral conheçam, ao menos na medida conveniente, o canto gregoriano, ao qual hão de ajustar-se todas as Igrejas", utilizando, para isso, as edições autênticas (vaticanis typis) da Igreja.

V. Capelas musicais. Determina que as capelas musicais [capellas musicorum] de canto polifônico "tal como floresceram desde o século XIV ao XVI, assim também se restaurem, especialmente onde quer que a maior frequência e esplendor do culto divino exijam maior número e mais requintada selecção de cantores". 
VI. As escolas de meninos devem formar-se em todas as Igrejas. Determina que as scholae puerorum "devem ser fundadas não só nas igrejas maiores e Catedrais, mas também nas igrejas menores e paroquiais" e que "os meninos cantores serão educados no canto por mestres de capela".
- A música instrumental e o órgão

VII. A voz humana deve ressoar no templo. Afirma que "não é o canto com acompanhamento de instrumentos o ideal para a Igreja", pois "nenhum instrumento, nem ainda o mais delicado e perfeito, poderá alguma vez competir em vigor de expressão com a voz humana".
VIII. O tradicional instrumento da Igreja: o órgão. Defende o uso do órgão, por ser "digno de se enlaçar com os ritos litúrgicos, ora acompanhando ao canto, ora durante os silêncios dos coros e segundo as prescrições da Igreja", desde que evite "essa mescla de sagrado e de profano".
Perigos do modernismo musical. Reprova, na música para órgão, o ato de "introduzir no templo o espírito de dissipação e de mundanidade", determinando que "Ressoem de novo nos templos só aqueles acentos do órgão que estão em harmonia com a majestade do lugar e com o santo perfume dos ritos".
A participação do povo
IX. O povo de espectador deve passar a parte activa no canto litúrgico. Determina que, "A fim de que os fiéis tomem parte mais activa no culto divino, restitua-se para o povo o uso do canto gregoriano, no que ao povo tocar", lamentando "esse triste espectáculo em que o povo nada responde, ou apenas responde com um murmúrio fraco e confuso às orações mais comuns expressas na língua litúrgica e até em língua vulgar" 
X. Ensino generalizado da música litúrgica. Determina que se aplique a "catequese [institutionem] litúrgico-musical do povo, como coisa que está tão estreitamente unida à doutrina cristã" e que as  associações (societates) "dediquem toda a sua inteligente ação a restaurar a música sagrada segundo as normas da Igreja".
XI. Formação musical. Institutos de música. Declara a necessidade de existência de grande número de mestres para a instrução dos jovens, enaltecendo a importânca "das Scholae e Institutos de Música fundados em muitas partes do mundo católico", especialmente "a Escola Superior de Música Sacra(6), instituição fundada por Pio X em Roma no ano de 1910"
[Epílogo]. Música sagrada maravilhosa do passado e vida interior. Declara que "A dificuldade, pois, desta santíssima empresa, em vez de abater, deve muito mais excitar e elevar os ânimos dos Sagrados Pastores".
Decreto. Decreta que "que esta Constituição Apostólica seja e permaneça sendo sempre de pleno valor e eficácia, obtenha o seu efeito pleno, sem que obste nada em contrário".

## Significado da Constituição ApostólicaDivini cultus sanctitatem
A Constituição Apostólica Divini cultus sanctitatem foi estudada, do ponto de vista musicológico, principalmente por Luís Rodrigues (1943), Florentius Romita (1947), Robert F. Hayburn (1979) e Fernando Lacerda Simões Duarte (2011 e 2016). Para este último, a Divini cultus, que notabilizou a expressão “restauração da música sacra”, além de fortalecer a revitalização do canto gregoriano, já determinada por Pio X, também “trouxe instruções para garantir uma participação mais ativa dos fiéis na liturgia por meio do canto” e favoreceu “a ampliação do uso do canto religioso popular por Pio XII” em suas Encíclicas Mediator Dei (1947) e Musicæ sacræ disciplina (1955).